# 34193 Annakoonce
34193 Annakoonce este o planetă minoră (asteroid), cu un diametru de 7,225 km, din centura de asteroizi. A fost descoperită pe 24 august 2000 la Experimental Test Site⁠(d) de Lincoln Near-Earth Asteroid Research. 
Obiectul prezintă o orbită caracterizată de o semiaxă mare de 3,000004 UAi, o excentricitate de 0,02, o înclinație de 5,43217 ° în raport cu ecliptica.